# ندلچو کولف
ندلچو کولف (بلغاری: Неделчо Лазаров Колев؛ زادهٔ ۲۶ مارس ۱۹۵۳) وزنه‌بردار اهل بلغارستان بود.